# Barenton-Bugny
Barenton-Bugny és un municipi francès situat al departament de l'Aisne i a la regió dels Alts de França. L'any 2007 tenia 575 habitants.

## Demografia

### Població
El 2007 la població de fet de Barenton-Bugny era de 575 persones. Hi havia 219 famílies de les quals 48 eren unipersonals (28 homes vivint sols i 20 dones vivint soles), 56 parelles sense fills, 87 parelles amb fills i 28 famílies monoparentals amb fills.
La població ha evolucionat segons el següent gràfic:
Habitants censats

### Habitatges
El 2007 hi havia 238 habitatges, 223 eren l'habitatge principal de la família, 5 eren segones residències i 9 estaven desocupats. 237 eren cases i 1 era un apartament. Dels 223 habitatges principals, 195 estaven ocupats pels seus propietaris, 26 estaven llogats i ocupats pels llogaters i 2 estaven cedits a títol gratuït; 1 tenia una cambra, 6 en tenien dues, 29 en tenien tres, 55 en tenien quatre i 133 en tenien cinc o més. 166 habitatges disposaven pel capbaix d'una plaça de pàrquing. A 81 habitatges hi havia un automòbil i a 125 n'hi havia dos o més.

### Piràmide de població
La piràmide de població per edats i sexe el 2009 era:
| Homes | Edats   | Dones |
| ----- | ------- | ----- |
| 0     | 95 o +  | 0     |
| 0     | 90 a 94 | 0     |
| 0     | 85 a 89 | 4     |
| 0     | 80 a 84 | 0     |
| 0     | 75 a 79 | 8     |
| 16    | 70 a 74 | 0     |
| 16    | 65 a 69 | 28    |
| 12    | 60 a 64 | 8     |
| 4     | 55 a 59 | 20    |
| 28    | 50 a 54 | 8     |
| 20    | 45 a 49 | 28    |
| 28    | 40 a 44 | 24    |
| 24    | 35 a 39 | 16    |
| 16    | 30 a 34 | 12    |
| 24    | 25 a 29 | 32    |
| 24    | 20 a 24 | 16    |
| 32    | 15 a 19 | 16    |
| 16    | 10 a 14 | 20    |
| 16    | 5 a 9   | 12    |
| 4     | 0 a 4   | 8     |

## Economia
El 2007 la població en edat de treballar era de 374 persones, 281 eren actives i 93 eren inactives. De les 281 persones actives 260 estaven ocupades (137 homes i 123 dones) i 21 estaven aturades (10 homes i 11 dones). De les 93 persones inactives 35 estaven jubilades, 26 estaven estudiant i 32 estaven classificades com a «altres inactius».

### Ingressos
El 2009 a Barenton-Bugny hi havia 220 unitats fiscals que integraven 567 persones, la mediana anual d'ingressos fiscals per persona era de 17.126 €.

### Activitats econòmiques
Dels 9 establiments que hi havia el 2007, 1 era d'una empresa alimentària, 3 d'empreses de construcció, 2 d'empreses de comerç i reparació d'automòbils, 1 d'una empresa d'informació i comunicació i 2 d'empreses classificades com a «altres activitats de serveis».
Dels 4 establiments de servei als particulars que hi havia el 2009, 1 era un paleta, 1 guixaire pintor, 1 electricista i 1 perruqueria.
Dels 2 establiments comercials que hi havia el 2009, 1 era una botiga de menys de 120 m² i 1 una botiga de mobles.
L'any 2000 a Barenton-Bugny hi havia 5 explotacions agrícoles.

## Equipaments sanitaris i escolars
El 2009 hi havia una escola elemental integrada dins d'un grup escolar amb les comunes properes formant una escola dispersa.

## Poblacions més properes
El següent diagrama mostra les poblacions més properes.